# 多利西克 (別爾江斯克區)
46°57′51″N 36°26′59″E / 46.96417°N 36.44972°E
多林斯凱（烏克蘭語：Долинське）是位於烏克蘭東南部的村莊，由扎波羅熱州別爾江斯克區的安德里伊夫卡市鎮負責管轄。該村始建於1812年，面積0.85平方公里，海拔高度59米，2001年人口339，人口密度每平方公里400.2人。